# Список кардиналов, возведённых папой римским Иннокентием IV

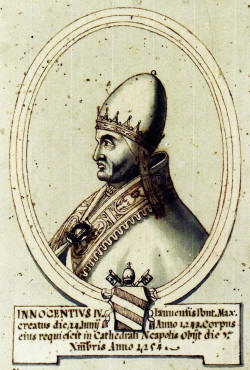
Папа Иннокентий IV

Кардиналы, возведённые Папой римским Иннокентием IV — 15 прелатов и клириков были возведены в сан кардинала на двух Консисториях за одиннадцать с половиной лет понтификата Иннокентия IV.
Самой крупной консисторией была Консистория от 28 мая 1244 года, на которой было возведено двенадцать кардиналов.

## Консистория от 28 мая 1244 года
- Пьер де Кольмьё, архиепископ Руана (кардинал-епископ Альбано) (Франция);
- Вильгельм Моденский, O.Carth., бывший епископ Модены (кардинал-епископ Сабины) (Папская область);
- Одон де Шатору, канцлер соборного капитула Парижа (кардинал-епископ Фраскати) (Франция);
- Пьер де Бар, декан Бар-сюр-Оба (кардинал-священник церкви Сан-Марчелло) (Франция);
- Гийом де Талльянт, O.S.B.Clun., аббат монастыря Сан-Факундо в Леоне (кардинал-священник церкви Святых XII апостолов) (королевство Кастилия);
- Иоанн Толедский, O.Cist., магистр теологии (кардинал-священник церкви Сан-Лоренцо-ин-Лучина) (королевство Англия);
- Юг де Сен-Шер, O.P. (кардинал-священник церкви Санта-Сабина) (Франция);
- Гоффредо да Трани (кардинал-дьякон с титулярной диаконией Сант-Адриано) (Папская область);
- Оттавиано Убальдини, прокуратор епархии Болоньи (кардинал-дьякон с титулярной диаконией Санта-Мария-ин-Виа-Латаа) (Папская область);
- Пьетро Капоччи, римский нобиль (кардинал-дьякон с титулярной диаконией Сан-Джорджо-ин-Велабро) (Папская область);
- Джованни Гаэтано Орсини (кардинал-дьякон с титулярной диаконией Сан-Никола-ин-Карчере) (Папская область);
- Гульельмо Фиески (кардинал-дьякон с титулярной диаконией Сант-Эустакьо) (Франция).

## Консистория от декабря 1251 года
- Джакомо да Кастель’Арквато (кардинал-епископ Порто и Санта Руфина) (Ломбардская лига);
- Иштван Банса, архиепископ Эстергома (кардинал-епископ Палестрины) (королевство Венгрия);
- Оттобоне Фиески, архидиакон Реймса и Пармы (кардинал-дьякон с титулярной диаконией Сант-Адриано) (Папская область).